# Ifigonia in Culide
Ifigonia in Culide è un poemetto goliardico in tre atti, composto a Torino nel 1928 da Hertz De Benedetti (Asti, 20 luglio 1904 - Vercelli. 20 Dicembre 1987), all'epoca studente astigiano di medicina, e in seguito medico urologo. Esso venne pubblicato in forma anonima, sotto forma di dattiloscritto senza data e senza firma, e per questo motivo per lunghi anni si fecero congetture di ogni tipo sull'autore, sulla sua città di provenienza e sulla datazione dell'opera. Scritta in versi e strutturata come una tragedia greca (il titolo è un chiaro rimando a Ifigenia in Aulide), Ifigonia è una parodia burlesca del genere tragico che, come vuole lo spirito goliardico, fa ampio utilizzo di termini scurrili e allusioni sessuali. Il poemetto (divenuto uno dei simboli della goliardia italiana) ha avuto amplissima diffusione fra gli studenti di tutta Italia, passando di mano in mano su edizioni clandestine riprodotte in proprio a mano o con la macchina per scrivere, delle quali venivano fatte altre copie ugualmente clandestine con la carta carbone, o riprodotte col ciclostile.
A causa di questa modalità di diffusione dell'opera, le versioni dell'Ifigonia in circolazione possono essere differenti in alcune parti dalla versione originale, perché molti dei copisti vollero aggiungervi del loro sotto forma di rime, strofe e personaggi apocrifi. Via via nel corso degli anni, ai versi venne associato dai copisti anche tutto un ricco apparato di glosse e note fuori testo fintamente serie ma in realtà umoristiche.

## Attribuzione dell'opera
La rivelazione del nome dell'autore si ebbe nel 1975 grazie a Cesare Perfetto, inventore e patron del Salone Internazionale dell'Umorismo di Bordighera. Egli volle assegnare in quell'anno il premio Rama di Palma d'oro proprio ad Ifigonia, consegnando il premio nelle mani di colui che l'aveva composta. L'autore, Hertz De Benedetti, aveva scritto il suo poemetto nel 1928 quando, giovane goliarda, frequentava la Facoltà di medicina a Torino e partecipava nel contempo molto attivamente alla scapigliata vita goliardica torinese guidata all'epoca da Ovidio Borgondo (detto Cavur), autore e attore in tutte le riviste teatrali studentesche torinesi degli anni venti e trenta, messe in scena con la Compagnia Teatrale Goliardica Camasio e Oxilia che Borgondo stesso aveva fondato. Il titolo originario era Ifigonia. Commedia e tragedia classica in tre atti. Nelle sue memorie, scritte dopo la guerra e dedicate al suo ventennio di vita universitaria, Cavur non mancò di nominare (pur indirettamente, attraverso il suo soprannome goliardico) l'amico Hertz De Benedetti, e di raccontare la nascita davanti ai suoi occhi del poemetto, da Cavur definito «un capolavoro che fece, e continua a fare, il giro di tutte le scuole, i collegi e le Università d'Italia». De Benedetti, conseguita la laurea, si specializzò in urologia e si trasferì a Vercelli, ma allo scoppio della seconda guerra mondiale fu richiamato in servizio come ufficiale medico e inviato in Montenegro. Dopo la guerra continuò a lavorare presso il reparto di Urologia dell'Ospedale di Vercelli e ne divenne il Primario.

## Prima diffusione tramite copie dattiloscritte
Per oltre quarant'anni, nonostante l'immediato successo, nessuno osò pubblicarla a stampa, e Ifigonia (come già detto) circolò per tutta la Penisola soltanto in copie uniche dattiloscritte semiclandestine, ma ciò non ostacolò affatto la sua diffusione. Nel 1961 a Torino un gruppo di goliardi avrebbe voluto pubblicare a stampa il poemetto (ormai divenuto celeberrimo), commentandolo con note e postille e arricchendolo con sedici disegni relativi alle parti salienti del testo, e aveva già preso accordi con una tipografia. Tale edizione però non vide mai la luce, perché l'avvocato Roberto Vittucci Righini, a quel tempo alla testa del M.O.V.A.T. (Maximus Ordo Victoriae Augusta Taurinorum), dissuase fermamente sia i goliardi che la tipografia dal procedere alla sua stampa e alla diffusione, reputando troppo elevato (nella temperie sociale italiana dell'epoca) il rischio di guai giudiziari che ne sarebbe derivato.

## Ifigonia stampata
Le prime versioni stampate di Ifigonia comparvero in vendita a Torino sulle bancarelle dei libri usati soltanto nel 1969, in calce al Libretto Rosso dell'Universitario (una raccolta scherzosa di canti goliardici) quando la rivoluzione sessuale degli anni sessanta aveva ormai operato un sostanziale mutamento nella morale comune (anche se le prime edizioni non indicavano né il nome vero dell'editore, né la città di edizione). Nel 1970 l'Ifigonia venne inclusa in una raccolta di canti goliardici curata da Alfredo Castelli e Roberto Brivio, pubblicata (in attinenza alle strofe spudorate) come allegato a La Mezz'ora, una delle storiche riviste erotiche italiane rivolte al pubblico maschile edite a Milano in quegli anni. Nel 1971 a Roma venne pubblicata in edizione propria, abbinata al poemetto ottocentesco Processo di Sculacciabuchi con prefazione del giornalista Enrico de Boccard.
Hertz De Benedetti accettò di uscire allo scoperto come autore del poema soltanto nel 1975, quando si era ormai ritirato dalla professione medica. Non rivendicò mai alcun diritto d'autore sulla sua opera.

## Ifigonia in teatro
È testimoniata la prima recita pubblica di Ifigonia nello stesso 1928 a Torino, sotto i portici di piazza Carlo Felice davanti alla Casa del Caffè, da parte dello stesso Hertz De Benedetti, che declamò le prime strofe del poemetto che stava componendo per sottoporle al giudizio degli amici della Nave Ammiraglia. Ma Ifigonia, qualche anno dopo (nel 1939), venne recitata al Teatro Carignano di Torino. Si trattò di un'unica rappresentazione serale, che riuscì a ottenere il visto della censura come spettacolo ad inviti, limitato al solo pubblico maschile maggiorenne. Questa rappresentazione ebbe luogo grazie agli sforzi di Giò Lanza, goliarda anch'egli, membro della Compagnia Teatrale Goliardica Camasio e Oxilia, che ne compose anche le musiche. La scelta del teatro non avvenne per caso: proprio in quel teatro nello stesso 1939 la rivista goliardica Giovanotti in aula!, la più famosa e la più fortunata tra quelle allestite dalla Compagnia Teatrale Goliardica Camasio e Oxilia, era rimasta in scena da gennaio ad aprile e con successo di pubblico. Gli interpreti di questa Ifigonia furono gli stessi goliardi-attori che avevano preso parte a Giovanotti in aula!, con Hertz De Benedetti con una parrucca dalle lunghe trecce bionde nella parte della protagonista. Giò Lanza, musicista, dagli anni cinquanta lavorò poi nel campo della pubblicità presso l'Agenzia Armando Testa, e nel 1961 riutilizzò per il Carosello della carne Simmenthal interpretato da Walter Chiari e Sylva Koscina la musichetta da lui creata nel 1939 per la strofa dell'Ifigonia: «Noi siamo felici, noi siamo contenti / le chiappe del culo porgiam riverenti (...)».
Il 1º febbraio 2014 l'Associazione Goliardica Turritana di Sassari, in collaborazione con l'Università degli Studi di Sassari, il Conservatorio di Musica "Luigi Canepa", l'Accademia di Belle Arti "Mario Sironi" e la compagnia teatrale MabTeatro ha allestito una rappresentazione dell'opera presso il teatro "Giuseppe Verdi" di Sassari

## Trama
Nonostante l'assonanza del titolo, la trama della tragedia non è affatto ispirata all'Ifigenia in Aulide, ma è piuttosto la parodia della trama della Turandot di Giacomo Puccini la quale a sua volta, riprendeva la vicenda dell'originaria Turandot, fiaba teatrale del 1762 di Carlo Gozzi.
La Turandot di Puccini, dopo la prima alla Scala di Milano il 26 aprile 1926, andò in scena al Teatro Regio di Torino il 17 marzo 1927 (alla presenza di Umberto II di Savoia, allora Principe di Piemonte), e rimase per lungo tempo in cartellone, con successo e con una grande eco di stampa. Le sue melodie (come la celebre Nessun dorma) ebbero un'immediata presa popolare. Hertz De Benedetti ebbe l'idea di scrivere il suo poema dopo aver assistito alla rappresentazione di quest'opera al Regio. È curioso notare però, per bizzarra coincidenza, come i personaggi del Re e della sua figliola sembrino avere dei punti in comune con il Re Bischerone del pisano Domenico Luigi Batacchi, di cui si riporta l'incipit:

### Atto primo
Il dramma si svolge nella reggia di Corinto, nell'anno 69 a.C. La principessa Ifigonia, tormentata da incontenibili prurigini erotiche nella zona vaginale e stanca di essere costretta a rimanere forzatamente vergine, chiede al Re suo padre di trovarle al più presto un marito, aitante e (soprattutto) ben dotato, con cui trovare sollievo potendosi congiungere carnalmente. Sotto consiglio del gran sacerdote Enter O' Clisma il sovrano bandisce in tutta fretta un concorso, e decide che gli aspiranti sposi, per poter ottenere la mano di sua figlia, dovranno risolvere un indovinello.

### Atto secondo
Si presentano gli aspiranti sposi. I primi tre (Allah Ben Dhur, Don Peder Asta e Uccellone conte di Belmanico) non hanno fortuna, e vengono condannati dal sovrano a pene severe per aver sbagliato. Sarà invece Spiro Kito (il cui nome, oltre che la parodia del nome dell'Imperatore del Giappone, è un riferimento al batterio Treponema pallidum appartenente al phylum spirochaetes, agente patogeno della sifilide) a risolvere il suo indovinello e a ottenere la mano di Ifigonia.

### Atto terzo
Dopo le nozze, invece di assolvere al suo debito coniugale, Spiro Kito evita con ogni pretesto di entrare nel letto della sposa. Ifigonia, sempre più irritata e stanca di aspettare la consumazione del matrimonio, affronta di petto il marito e gli chiede spiegazioni sul perché della lunga attesa. Spiro Kito, avvilito, le svela di celare un terribile segreto: egli non potrà mai accontentarla, perché è totalmente privo di pene. E, piangendo, le racconta di come l'abbia perso: esso gli è stato roso, senza che lui se ne accorgesse, da un terribile e famelico verme solitario, che abitava stabilmente l'intestino di un bonzo che egli aveva sodomizzato. Spiro Kito invita quindi Ifigonia a rassegnarsi al destino. Ma Ifigonia, lungi dal rassegnarsi, impazzisce per la collera, e quando il padre ignaro di tutto e premuroso si presenta sulla porta della camera dei due sposi recando in dono un vasetto di vaselina per agevolare gli amanti, ella sfoga tutta la sua rabbia gettandosi contro di lui e castrandolo a morsi. Il dramma si conclude con il suicidio di Ifigonia che, ancora in preda alla follia, si getta nel water e scompare azionando lo sciacquone.

## I protagonisti
- Il Re di Corinto, padre di Ifigonia
- Ifigonia, la protagonista
- Allah Ben Dhur, primo pretendente, nobile arabo
- Don Peder Asta, secondo pretendente, nobile spagnolo
- Uccellone conte di Belmanico, terzo pretendente, nobile italiano
- Spiro Kito, quarto pretendente, nobile giapponese
- Enter O' Clisma, gran sacerdote
- In Man Lha, gran cerimoniere
- Bel Pistolino d'Oro, elefante sacro
- Coro di nobili, vergini e popolo

## Nella cultura popolare
Nel 1976 nel film Cugine mie viene messa brevemente in scena.
Nel 1986 circa si dichiarava in vendita Ifigonia, videogioco d'avventura per home computer prodotto dalla Quickly Software di Milano, tuttavia non ci sono evidenze dirette della sua esistenza e forse si trattava di una burla.